# Panorpa sexspinosa
Panorpa sexspinosa är en näbbsländeart som beskrevs av Cheng 1950. Panorpa sexspinosa ingår i släktet Panorpa och familjen skorpionsländor. Inga underarter finns listade i Catalogue of Life.